# Дженнелл Джекуейс
Дженнелл Джекуейс (англ. Jennell Jaquays; при народженні Пол Джекуейс, 14 жовтня 1956 — 10 січня 2024) — американська ігрова дизайнерка, художниця відеоігор та ілюстраторка настільних рольових ігор (RPG). Її відомі роботи включають модулі Dungeons & Dragons Dark Tower і Caverns of Thracia для Гільдії суддів; розробка та проєктування конверсій таких ігор, як Pac-Man і Donkey Kong для домашньої аркадної системи відеоігор Coleco; і новіші дизайнерські роботи, включаючи серію Age of Empires, Quake II і Quake III Arena. Однією з її найвідоміших робіт як художниці фентезі є ілюстрація обкладинки до пригоди Dragon Mountain від TSR.

## Молодість і освіта
Дженнелл народилася 14 жовтня 1956 року в Мічигані та виросла у Мічигані та Індіані. Вона закінчила західну середню школу округу Джексон у штаті Мічиган у 1974 році та коледж Спрінг Арбор у 1978 році зі ступенем бакалавра образотворчого мистецтва.

## Кар'єра

### The Dungeoneerі фентезійна рольова гра
Ще в коледжі Дженнелл зацікавилася науковою фантастикою та фентезійними іграми, а також новою індустрією рольових ігор на сторінках The Space Gamer. У 1975 році Дженнелл відкрила для себе Dungeons & Dragons. і разом з кількома друзями з коледжу, зокрема Марком Гендріксом, заснував Товариство фантастичного підземелля (Fantastic Dungeoning Society):66. Разом вони вирішили створити фанзин, який би містив пригоди для інших майстрів гри:66. Тім Каск з TSR дав Дженнелл тимчасову ліцензію на публікацію цього фанзину The Dungeoneer, аматорського видання, але одного з найперших періодичних видань про рольові ігри:9.
Перший випуск вийшов у тому ж місяці, що й Dragon № 1 (червень 1976):9. Перший номер був в основному намальований і написаний Дженнелл, з деякими внесками інших членів FDS:66. Загалом у 1976—1978 роках FDS випустило шість випусків The Dungeoneer:66. Журнал, що рекламувався як «видання майстрів підземель», був відомий своїм піонерським підходом до заздалегідь спланованих пригод. У червні 1976 року була опублікована «Могила Ф'Челрака» , того ж місяця, що й «Палац королеви вампірів» Wee Warriors. Публікація стала джерелом натхнення для багатьох журналів подібної тематики в Сполучених Штатах та інших країнах.
На додаток до цих «чесних зусиль щодо якісного вмісту, щоб зацікавити читачів» у 1976 році Дженнелл почала надсилати ілюстрації до внутрішнього ігрового журналу TSR, The Dragon. Робота Дженнелл з'явилася в прем'єрному номері The Dragon, а пізніші внески включали обкладинку випуску № 21.

### Judges Guild, незалежні рольові проекти та TSR
Наприкінці 1977 року Дженнелл наблизилася до випуску, і йому потрібно було проводити більше часу в художній студії, тому FDS продала The Dungeoneer Чаку Аншеллу з Anshell Miniatures:66–67. Невдовзі Аншелл прийшов працювати в Judges Guild, і у жовтні 1978 року Дженнелл теж опинився там, працюючи з ними протягом року як ілюстратор і дизайнер пригод:67. Наприкінці 1978 року Judges Guild була плідним постачальником матеріалів та офіційно ліцензованих продуктів для лінійки TSR Dungeons & Dragons (D&D). Аншелл зберіг певний рівень редакційного контролю над The Dungeoneer, одним із двох періодичних видань Judges Guild про ігри. Дженнелл працювала над двома окремими модулями D&D для Dungeons & Dragons, Dark Tower і Caverns of Thracia, які були завершені до того, як вона покинула компанію в жовтні 1979 року. Після цього вона надавала різноманітний контент на позаштатній основі, зокрема для The Dungeoneer. Дженнелл і Руді Крафт написали «Пригоди за перевалом» для Judges Guild, які вони так і не опублікували; натомість Ґреґу Стаффорду вона настільки сподобалася, що Chaosium опублікував її під назвою Griffin Mountain (1981):68. MicroGame Chitin: I (1978) від Metagaming Concepts включав мистецтво Дженнелл:79. На початку 1980-х років Дженнелл, Деніс Лубе і Джефф Ді продюсували Cardboard Heroes для Steve Jackson Games :103.
На початку 1980-х Дженнелл розширила свою кар'єру, включивши дизайн відеоігор, але продовжувала працювати фрілансером для різних видавців настільних ігор, зокрема TSR, Chaosium, West End Games, Flying Buffalo та Iron Crown Enterprises. Вона створила ілюстрації для Game Designers' Workshop (GDW), зокрема, всі ілюстрації до зоряних кораблів у Traveler Supplement 9: Fighting Ships. Декілька з них стали основою для моделей зоряних кораблів від Ad Astra Games і планів палуб, знайдених у Mongoose Traveler Supplement 3 — Fighting Ships.
З 1986 по 1993 рік вона працювала фрілансеркою, керуючи дизайн-студією. Дженнелл підготувала серію додатків для створення персонажів під назвою Центральний кастинг (1988—1991) для Flying Buffalo, які були опубліковані Task Force Games:40. Дженнелл також підготувала ще три Міські книги (1990—1994) поза домом для Flying Buffalo.:40 З 1993 по 1997 рік вона повернулася до повної зайнятості в індустрії настільних ігор як ілюстратор для TSR, включаючи шість місяців як директор графіки. Вона залишила TSR безпосередньо перед їх захопленням Wizards of the Coast. Протягом цього часу вона відігравала активну роль у створенні гри Dragon Dice як художниця обкладинки та дизайнерка іконок.

### Позаштатне мистецтво
На додаток до багатьох внесків в ігри (зокрема, протягом двох десятиліть у перших періодичних виданнях TSR, Dragon and Dungeon), у 1980 році вона працювала ілюстраторкою і карикатуристкою для Jackson Citizen Patriot. Наприкінці 1980-х Дженнелл була постійною художницею інтер'єру для Amazing Stories і зробив одну обкладинку для цього видання.

### Індустрія відеоігор
Майкл А. Стекпол, який працював у Coleco з 1980 по 1981 рік, привів до фірми друга та колегу, дизайнерку RPG Дженнелл:36. Після виходу з Judges Guild Дженнелл працювала у Coleco, спочатку як позаштатна працівниця з 1980 року, а потім як штатна працівниця з 1981 по 1985 рік. Вона розробила та спроектувала аркадні конверсії багатьох відомих ігор, таких як Pac-Man і Donkey Kong, для їхньої домашньої системи аркадних відеоігор. Зрештою Дженнелл стала директоркою з ігрового дизайну. Дженнелл зібрала одну з перших студій мистецтва та дизайну для розробки відеоігор у Coleco, щоб створювати ігри ColecoVision. Під час роботи позаштатною дизайнерською студією наприкінці 1980-х і на початку 1990-х років вона продовжувала брати участь у індустрії відеоігор, розробляючи концепцію та дизайн для Epyx, Interplay Entertainment та Electronic Arts.
З березня 1997 року Дженнелл працювала дизайнеркою рівнів для id Software, найбільш відомої своєю серією відеоігор Quake. Потім вона переїхала до Ensemble Studios у Далласі, яка «стала притулком для колишніх розробників програмного забезпечення id». Із початку 2002 року вона працювала там разом із колишнім сучасником настільних і комп'ютерних ігор Сенді Петерсеном до закриття компанії в січні 2009 року. Раніше Петерсен найняв Дженнелл на посаду дизайнерки контенту в id Software. У 2003 році Дженнелл стала співзасновницею The Guildhall at SMU, освітньої програми відеоігор, розташованої в кампусі Плано Південного методистського університету (SMU) у Далласі. Вона допомогла створити більшу частину оригінальної навчальної програми програми. Дженнелл продовжує працювати радницею програми The Guildhall. Станом на жовтень 2009 року Дженнелл працювала дизайнеркою старшого рівня в північноамериканському підрозділі ісландської CCP Games.
Наразі Дженнелл розподіляє свою творчу енергію між проектами студії дизайну Dragongirl Studios, її бренду ігрових пригод і мініатюр Fifth Wall, і роботою креативного директора Olde Sküül, Inc., розробника цифрових ігор і видавця, що базується в Сіетлі. Вашингтон, яку вона заснувала разом із трьома іншими ветеранами-розробниками у 2012 році.

## Нагороди та відзнаки
1979 року «Темна вежа» Дженнелл була номінована на премію Герберта Веллса за найкращу рольову пригодницьку гру. У листопаді 2004 року, в рамках святкування 30-річчя Dungeons & Dragons, журнал Dungeon склав список «тридцяти найкращих пригод D&D усіх часів». Темна вежа була єдиним записом у списку, який не опублікував TSR. Дженнелл була співавторкою та ілюстратором сценарію Chaosium Griffin Mountain RuneQuest. Цей високо оцінений сценарій, дія якого відбувається в Глоранті, був номінований на премію Герберта Веллса 1981 року. Перероблена версія «Острів Гріффіна» була номінована на ту ж нагороду в 1986 році. Coleco's Wargames, для якого Дженнелл була співрозробницею ігрового процесу, виграв нагороду за оригінальне програмне забезпечення Summer CES 1984 року. Як дизайнерка рівнів для модуля TSR Castle Greyhawk, Дженнелл розділила нагороду Origins Gamer's Choice 1989 року за найкращу рольову пригодницьку гру.
Дженнелл була визнана однією із 50 найкращих американок-трансгендерів, яких вам слід знати від LGBTQ Nation, а також отримала відзнаку Trans 100 2015.
Внесок Дженнел Джекуейс у першу індустрію відеоігор відзначено на колекційній картці № 2036. Джекуейс згадується тут як одна з жінок, знятих для документального фільму «У замку немає принцеси». У 2017 році вона була відзначена як вступник до Залу слави Академії мистецтва та дизайну пригодницьких ігор, а також як почесний гість Origins 2017.

## Активізм
Як креативна директорка Інституту прав людини трансгендерів у Сіетлі Дженнелл Джекуейс брала участь у петиції щодо створення «Закону Ліли», який забороняє конверсійну терапію ЛГБТ-молоді. У відповідь на петицію у квітні 2015 року президент Барак Обама закликав заборонити конверсійну терапію для неповнолітніх.

## Особисте життя
У Джакі є двоє дітей від першого шлюбу. У грудні 2011 року Джакіс оголосила, що вважає себе лесбійкою та трансгендерною жінкою. Вона проживає в Сіетлі, штат Вашингтон, зі своєю дружиною Ребеккою Гайнеман.

## Досягнення
Часткова бібліографія друкованих праць 
- The Dungeoneer (D&D фан-журнал) (редактор 1976-77; дописувач 1976-79)
- Dark Tower (Сценарій AD&D — Judges Guild:88) (1980; переглянутий 2001, 2007)
- The Caverns of Thracia (Сценарій D&D — Judges Guild:102) (1979; переглянутий 2004)
- Legendary Duck Tower and Other Tales (Сценарій Runequest — Judges Guild:220) (1980) (з Руді Крафтом)
- The Unknown Gods (D&D Sourcebook — Judges Guild:420) (1980) (у співавторстві)
- Griffin Mountain (сеттінг для кампанії Runequest) (1981; переглянутий і розширений 1986 як Грифоновий острів) (з Руді Крафтом і Грегом Стаффордом)
- Cults of Terror (довідник з Runequest) (1981) (у співавторстві)
- The Enchanted Wood (модуль DragonQuest) (1981)
- Talons of Night (D&D Модуль: M5) (1987)
- The Shattered Statue (модуль AD&D/DragonQuest: DQ1) (1987)
- Egg of the Phoenix (AD&D Модуль: I12) (1987) (з Френком Ментцером)
- Terror in Skytumble Tor (частина модуля AD&D: I13) (1987)
- Castle Greyhawk (AD&D Модуль: WG7) (1988) (вказаний як одна зі співавторів; написала 4 рівень)
- The Savage Frontier (Модуль AD&D: FR5) (1988)
- Central Casting: Heroes of Legend (Загальний довідник) (1988)
- Campaign Sourcebook and Catacomb Guide (AD&D 2nd edition sourcebook: DMGR1) (1990)
- Citybook VI — Uptown (1992) (у співавторстві)
- Shadows on the Borderland (Runequest Adventure) (1993) (співавторка)
- Country Sites (1995) (художник обкладинки)

Частковий список авторів відеоігор
| Назва                             | Виданий        | Назва системи                                                                                      | Роль                                             |
| --------------------------------- | -------------- | -------------------------------------------------------------------------------------------------- | ------------------------------------------------ |
| Donkey Kong                       | Липень 1982    | ColecoVision                                                                                       | Керівниця проєкту, дизайн і перетворення графіки |
| Omega Race                        | 1983           | ColecoVision                                                                                       | Керівниця проєкту, дизайн і перетворення графіки |
| WarGames                          | 1984           | ColecoVision                                                                                       | Керівниця проєкту, співрозробник геймплея        |
| 4x4 Off-Road Racing               | 1988           | Amstrad CPC, Atari ST, Amiga, DOS, Commodore 64, MSX, ZX Spectrum                                  | Дизайн гри                                       |
| The Bard's Tale IV                | 1991–92        | (не опубліковано)                                                                                  | Рерайт та інтеграція                             |
| Quake 2                           | 9 грудня 1997  | Amiga (68k), AmigaOS 4 (PowerPC), Nintendo 64, Macintosh, BeOS, Linux, Windows, PlayStation, Zeebo | Дизайнерка і дизайнерка рівнів                   |
| Quake III Arena                   | 2 грудня 1999  | Linux, Microsoft Windows, IRIX, Mac OS, Dreamcast, PlayStation 2, Xbox Live Arcade                 | Дизайнерка і дизайнерка рівнів                   |
| Quake III: Team Arena             | Грудень 2000   | | Дизайнерка і дизайнерка рівнів                   |
| Age of Empires III                | 18 жовтня 2005 | Microsoft Windows, Mac OS X, Windows Mobile, N-Gage                                                | Художниця                                        |
| Age of Empires III: The WarChiefs | 7 березня 2006 | Windows, Mac OS X                                                                                  | Художниця                                        |
| Halo Wars                         | 26 лютого 2009 | Xbox 360                                                                                           | Художниця і дизайнерка рівнів                    |